# Jayagiri (Panumbangan)
Jayagiri is een bestuurslaag in het regentschap Ciamis van de provincie West-Java, Indonesië. Jayagiri telt 3443 inwoners (volkstelling 2010).